# Dialecte wuxi
El dialecte de Wuxi (xinès simplificat: 无锡话; xinès tradicional: 無錫話; Pinyin: Wúxī huà; Wu: mu1 sik1 wo3; dialecte de Wuxi: [vu˨˨˧ siɪʔ˦ ɦu˨]) és un dialecte de la llengua wu. És parlat a la ciutat de Wuxi a la província de Jiangsu (Xina).
Té moltes semblances amb el xangainès i amb el dialecte de Suzhou. Hi ha intercomprensió amb el dialecte de Changzhou, amb el qual té una estreta relació, però en canvi no amb el mandarí, la llengua oficial de la Xina.